# هيكتور موريتي
هيكتور موريتي (بالإسبانية: Hector Moretti)‏ مواليد 27 يناير 1973 في بوينس آيرس، هو لاعب كرة مضرب أرجنتيني سابق بدأ مسيرته كمحترف سنة 1991 وكان يلعب باليد اليمنى. أعلى تصنيف له في الفردي كان المركز الـ 186 في سنة 2000. أعلى تصنيف له في الزوجي كان المركز الـ 342 في سنة 1995.

## النهائيات

### الفردي: (1)
| الرقم | السنة | الدورة                  | الأرضية | المنافس في النهائي | النتيجة في النهائي |
| ----- | ----- | ----------------------- | ------- | ------------------ | ------------------ |
| 1.    | 1999  | إدنبرة, المملكة المتحدة | ترابية  | أتيلا سافولت       | 6–4, 6–1           |

## روابط خارجية
- هيكتور موريتي على موقع رابطة محترفي التنس (الإنجليزية)
- هيكتور موريتي على موقع الاتحاد الدولي لكرة المضرب (الإنجليزية)
- هيكتور موريتي على موقع خلاصة التنس.كوم (الإنجليزية)